# Karczownik ziemnowodny
Karczownik ziemnowodny, polnik ziemnowodny, szczur wodny, dawniej także karczownik (Arvicola amphibius) – gatunek gryzonia z podrodziny karczowników w rodzinie chomikowatych. Zamieszkuje brzegi wód Europy oraz północnej i środkowej Azji. Spotykany jest nad wodami, a także na łąkach i polach uprawnych, w lasach oraz w sadach. Żyją do 4 lat.

## Nazewnictwo
We wcześniejszej polskiej literaturze zoologicznej dla oznaczenia gatunku Arvicola terrestris stosowane były nazwy: polnik ziemnowodny, szczur wodny, a także karczownik. W wydanej w 2015 roku przez Muzeum i Instytut Zoologii Polskiej Akademii Nauk publikacji „Polskie nazewnictwo ssaków świata” gatunkowi temu przypisano nazwę karczownik ziemnowodny, rezerwując nazwę „karczownik” dla rodzaju Arvicola.

## Morfologia
Długość tułowia z głową 13–25 cm, ogona 6–15 cm. Sierść w części grzbietowej jasnobrązowa, ciemnobrązowa lub prawie czarna. Od spodu jest biaława, rzadziej z żółtym nalotem. Ogon jest słabo owłosiony. Uszy i oczy są małe.

## Tryb życia
Karczownik ziemnowodny kopie rozległe systemy nor z gniazdem i spiżarniami. Populacje mieszkające w oddaleniu od zbiorników wodnych i cieków większą część życia spędzają pod ziemią. Osobniki nadwodne konstruują gniazda z części trzcin. Układają je na wodzie lub zawieszają wśród roślin nadbrzeżnych. Karczownik ziemnowodny wykazuje aktywność głównie nocą. Prowadzi samotniczy tryb życia, jest zwierzęciem bardzo ostrożnym. Nie zapada w sen zimowy.

## Rozmnażanie
Okres godowy karczownika ziemnowodnego rozpoczyna się, w zależności od warunków atmosferycznych, w lutym bądź marcu i trwa przez całe lato, aż po początek zimy. Po ciąży trwającej 21 dni samice rodzą 2-4 lub 3-4 razy w ciągu roku, w miotach 6-8 lub 4-6 młodych.

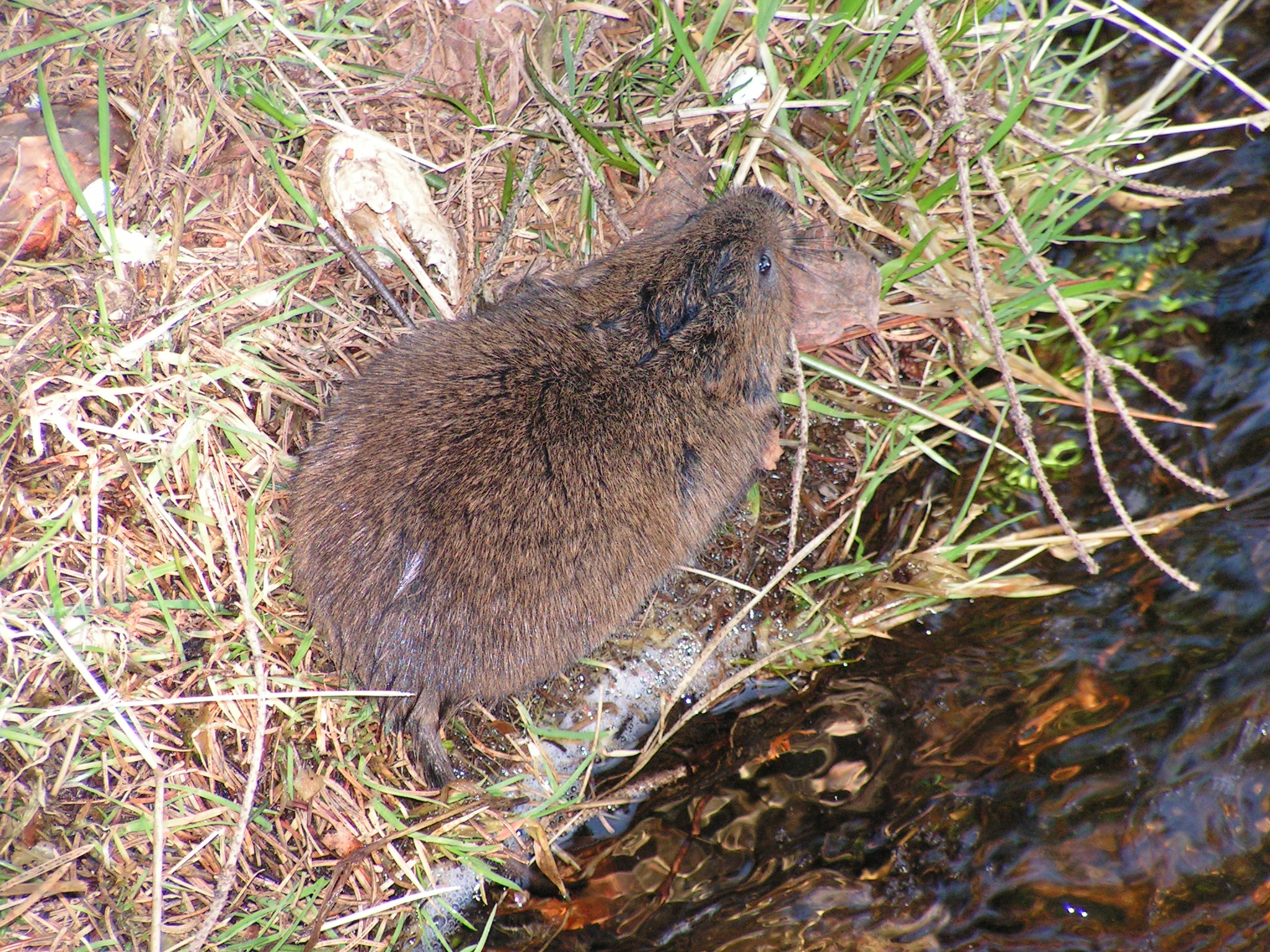

## Ekologia
Karczownik ziemnowodny jest wszystkożercą. Żywi się zarówno pokarmem roślinnym, w tym podziemnymi częściami roślin, ale także małymi kręgowcami. Poluje na małe ryby, mięczaki i owady. Magazynuje zapasy pokarmu. Jest uznawany za szkodnika upraw rolniczych. Podgryza korzenie drzew owocowych i leśnych. Na karczowniki ziemnowodne poluje między innymi introdukowana norka amerykańska; piżmak amerykański konkuruje z nim o pokarm i siedliska.

## Rozmieszczenie geograficzne
Karczownik ziemnowodny zamieszkuje tereny w niemal całej Europie oraz w zachodniej i środkowej części Azji, aż po Mongolię i jezioro Bajkał. W Polsce występuje powszechnie w całym kraju.

## Ochrona
W Polsce karczownik ziemnowodny jest objęty częściową ochroną gatunkową.